# Liliana Bitar Castilla
Liliana Esther Bitar Castilla (Cereté, 16 de abril de 1973) es Senadora de la República por el Partido Conservador. Es economista de la Universidad Externado de Colombia y política colombiana que se desempeñó como Gobernadora encargada de Córdoba. 

## Biografía
Nacida en Cereté (Córdoba), es economista de la Universidad Externado de Colombia y posee una especialización en Gerencia de la Universidad Pontificia Bolivariana y una especialización en Gerencia Administrativa en Salud de la Universidad de Córdoba.
Afiliada al Partido Conservador, se desempeñó como Secretaria de Hacienda de Cereté, Tesorera de la Comisión Nacional de Regalías, Jefa de Planeación de la Dirección de Estupefacientes y Subdirectora de Bienes de la misma institución.
Fue designada por el gobierno de Álvaro Uribe como Gobernadora encargada de Córdoba el 17 de enero de 2008, luego de que el Gobernador Benito Osorio Villadiego renunciara debido a sus presuntos nexos con grupos paramilitares. Osorio Villadiego había sido designado, a su vez, por el expresidente Uribe luego de que la gobernadora electa Marta Sáenz Correa no pudiera asumir por una supuesta inhabilidad. El Gobierno de Bitar solo duró 33 días, pues Sáenz resolvió su lío jurídico y asumió el cargo el 18 de febrero. 
Fue líder del equipo que estructuró Montería Ciudades Amables y del equipo económico de la alcaldía de Monteria. El 20 de julio, una vez posesionada como congresista, radicó su primer proyecto de ley para crear el Fondo de Emprendimiento para la Mujer (FEM), con el cual se buscará impulsar el emprendimiento, empleo y cultura financiera de las mujeres, reduciendo la brecha que enfrentan hoy en el mercado laboral, además de brindarles empoderamiento económico que les permita frenar el círculo de violencia en sus hogares.
Fue elegida por unanimidad como vicepresidenta de la Comisión Tercera del Senado para el período 2022-2023. Así mismo, hace parte de la Comisión Interparlamentaria de Crédito Público y de la Comisión Legal para la Equidad de la Mujer.
Algunas de sus propuestas en campaña fueron llevar a cabo la revolución del crédito, logrando que la banca pública preste a los particulares o personas naturales con tasas bajas, y el CrediJoven que consiste en un cupo de crédito que permita financiar estudios de pregrado, posgrado, emprendimiento o adquisición de vivienda a los mejores bachilleres de los estratos 1, 2 y 3.

## Trabajo legislativo
10 proyectos de ley presentados, entre ellos:
- FEM: Fondo de Emprendimiento de la Mujer. Aprobado en primer debate. Autora. PL 046 Senado/2023 Senado[11]
- Protección a niños, niñas y adolescente de la violencia digital, desde una perspectiva de salud mental. Autora. En primer debate. PL162 S/2023[12]
- Ley Sarita por medio de la cual se acortan los tiempos de 3 años a máximo 3 meses para que los niños reciban su cuota de alimentos sin demoras, ni dilaciones. En primer debate. PL 199 S/2023[13]
- Ampliación de los períodos de trabajo legislativo en el Congreso de Colombia. Coautora. Autor: Marcos Daniel Pineda. PAL 02/22 Senado.[14]

- Prevenir y erradicar la violencia contra las mujeres en la vida política. Coautora. Autora: Nadia Blel. PL 06/22 Senado. PLE 06/22 Senado.[15]

- Eduquemos a nuestros niños y jóvenes en lo esencial sobre urbanidad y cuidado de lo público. Coautora. Autor: Óscar Mauricio Giraldo. PL 131/22 Cámara.[16]

- Política pública de lactancia materna e incentivo de los bancos de leche. Coautora junto a la bancada conservadora. PL 138/22 Senado.[17]

- Microcrédito a las poblaciones de bajos recursos en las zonas rurales del país. Coautora. Autor: Efraín Cepeda. PL 137/22 Senado.[18]

Más de 7 proposiciones presentadas en la Reforma Tributaria y Presupuesto General de la Nación 2023. Entre ellas:
- Garantizar subsidios en energía y gas para los estratos 1, 2 y 3. Especial atención a la región caribe. Acogida por el Gobierno Nacional en el Presupuesto General de la Nación.[19]

- Proteger el empleo y no desincentivar la contratación de mujeres víctimas de cualquier tipo de violencia.[20]